# Turnu Măgurele
Turnu Măgurele is een stad (oraș) in het Roemeense district Teleorman. De stad telt 19.597 inwoners (2021). 

## Ontwikkeling in aantal inwoners
De tabel geeft de inwoner-aantallen van Turnu Măgurele sinds het begin van de twintigste eeuw. 
| Jaartal | Aantal inwoners | Bron                   |
| ------- | --------------- | ---------------------- |
| 1900    | 08.668          | geen opgave            |
| 1912    | 10.169          | volkstelling           |
| 1930    | 16.950          | volkstelling           |
| 1948    | 11.493          | volkstelling           |
| 1956    | 18.055          | volkstelling           |
| 1966    | 26.409          | volkstelling           |
| 1977    | 32.341          | officiële volkstelling |
| 1992    | 36.966          | officiële volkstelling |
| 2002    | 30.089          | officiële volkstelling |
| 2006    | 28.297          | berekening             |
| 2011    | 24.772          | officiële volkstelling |
| 2021    | 19.597          | officiële volkstelling |

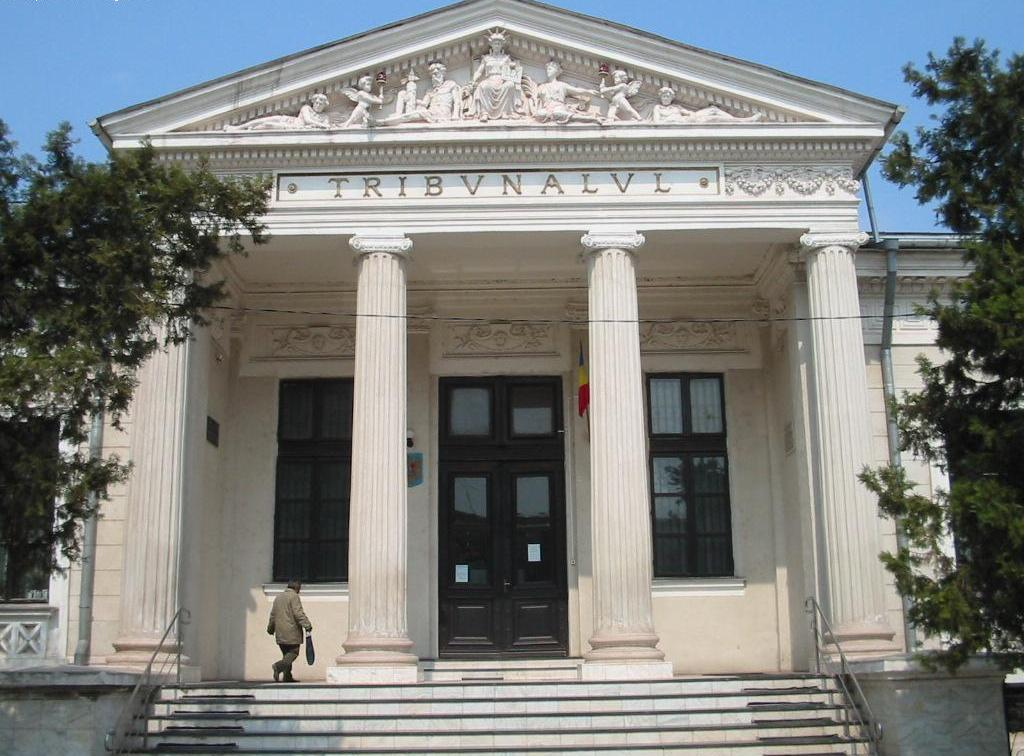
Rechtbank van Turnu Măgurele
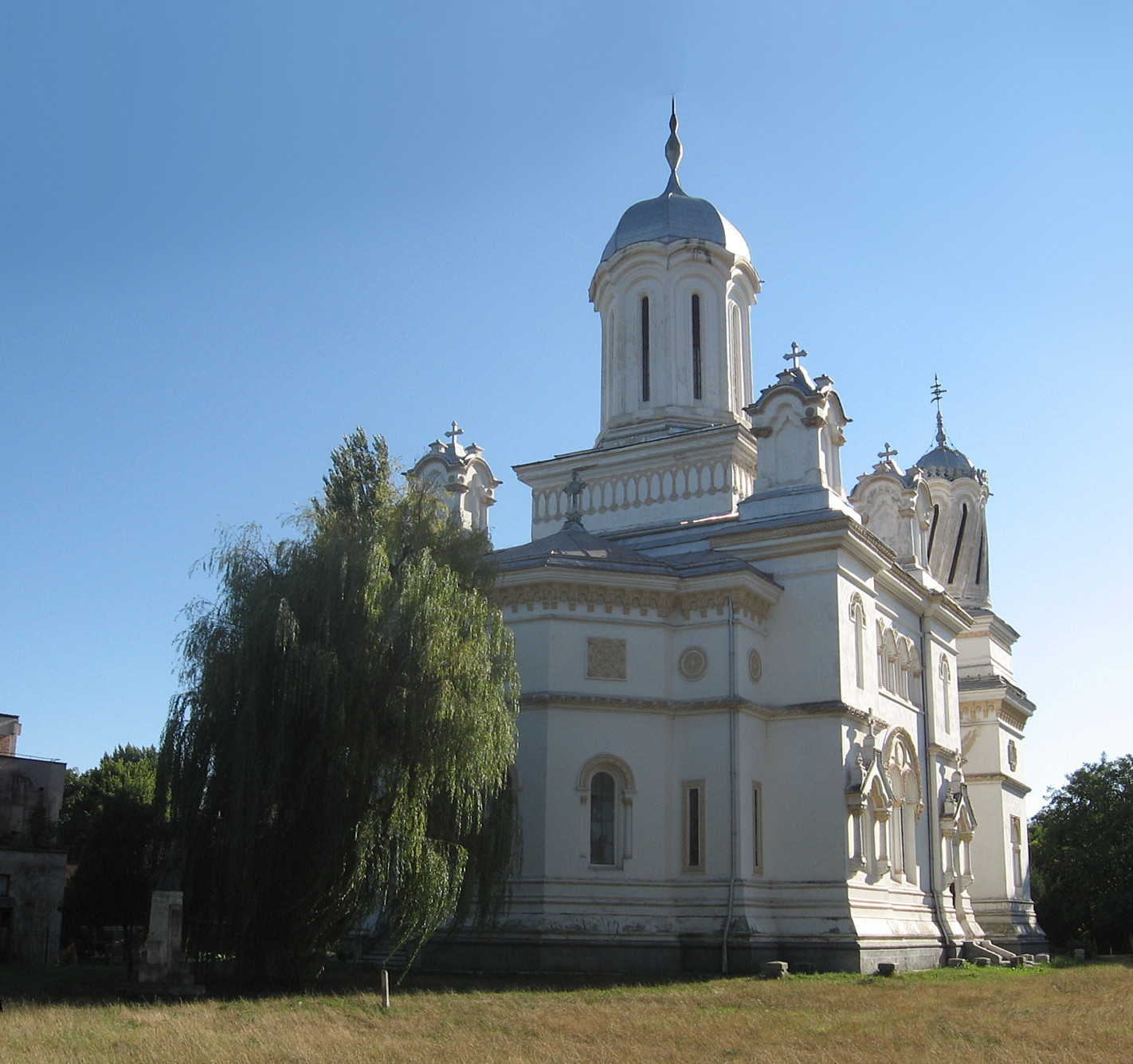
Orthodoxe kerk Catedrala Sfântul Haralambie in Turnu Măgurele
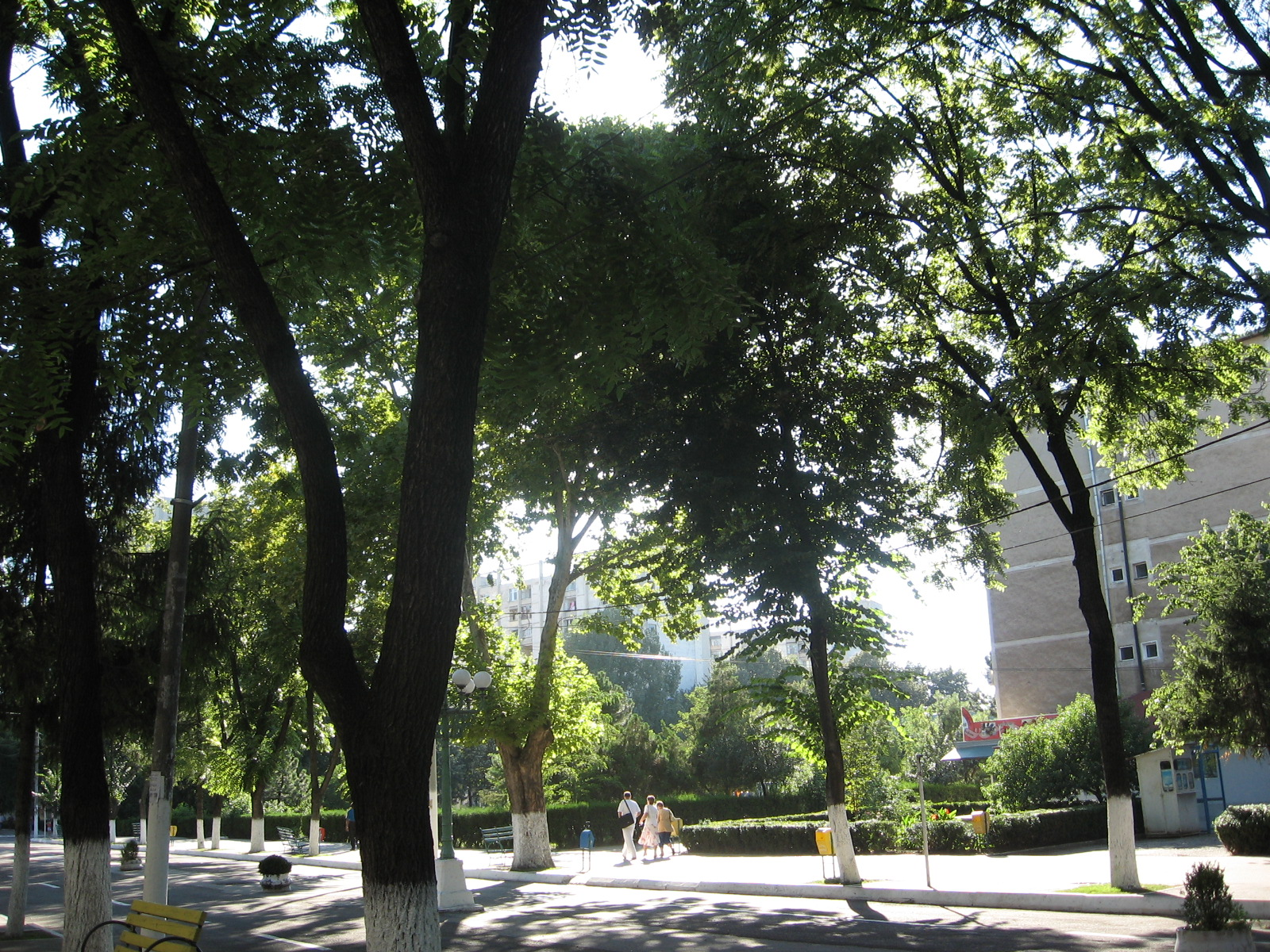
Laan in Turnu Măgurele